# Aurelia Tan de Inafuko
Aurelia Tan de Inafuko (Huaral, 28 de septiembre de 1957) es una administradora y política peruana. Fue congresista por Lima Provincias en el periodo 2011-2016.

## Biografía
Nació en Huaral, Departamento de Lima, el 28 de septiembre de 1957.
Cursó sus estudios primarios y secundarios en su ciudad natal y cursó estudios técnicos superiores de administración en el instituto ISAT en la ciudad de Lima entre 1979 y 1982. Desde entonces, se dedicó a la administración del negocio familiar en Huaral.

## Vida política

### Congresista
Postuló en las elecciones generales del 2011 como candidata a Congreso de la República por Lima Provincias por el partido fujimorista Fuerza 2011 donde logró ser elegida con 28,650 votos para el periodo parlamentario 2011-2016.
Durante su gestión, en el año 2012, se hizo público que Tan de Inafuko tenía un "trabajador fantasma" dentro de su nómina laboral. Se puso en evidencia que en según planilla congresal había contratado a Miguel Kobashikawa como auxiliar II asignado a su oficina quien debía trabajar como chofer de la legisladora. Sin embargo, quien cumplía ese papel era el hermano de la congresista Felix Tan. Se hizo público también que el sueldo de Kobashikawa era compartido con la secretaria de la congresista. A pesar de la denuncia, Tan fue condecorada por la Embajada del Japón en el Perú con el "Premio Canciller del Japón"
En 2013, Tan ocupaba la presidencia de la Comisión de la Mujer y la Familia en el Congreso de la República e hizo pública su oposición a cualquier presión por parte de grupos que ella denominó "promotores del aborto que quieren que se apruebe la entrega de anticonceptivos a menores de edad sin el consentimiento de sus padres".